# Biełojarsk
Biełojarsk (ros. Белоярск) – byłe osiedle robotnicze w Rosji w Kraju Ałtajskim, 10,8 tys. mieszkańców (2003). Od 2004 część miasta Nowoałtajsk, położone w jego północnej części. 